# 2022년 NBA 드래프트
2022년 NBA 드래프트(2022 NBA draft, 스폰서십 이유로 스테이트 팜에서 제시한 2022 NBA 드래프트로 브랜드화됨)는 전미 농구 협회(National Basketball Association)의 연례 드래프트 76번째 판으로, 2022년 6월 23일 뉴욕 브루클린의 바클레이스 센터에서 열렸다. 2022년 판은 코로나19 범유행으로 인해 2020년과 2021년에 연기된 이후 드래프트의 정상적인 6월 날짜로 복귀한 것이다. 이 드래프트는 프리 기간 동안 NBA의 탬퍼링 규칙을 위반하여 밀워키 벅스와 마이애미 히트가 모두 2라운드 픽을 잃어 일반적인 60픽 대신 58픽으로만 구성된 최소 3개 연속 NBA 드래프트 중 첫 번째 드래프트였다. 첫 번째 픽은 듀크의 파올로 반체로를 선택한 올랜도 매직이 만들었다. 반체로는 계속해서 올해의 신인상을 수상했다.